# Eliminatoria al Campeonato sub-19 de la AFC 2012
La Eliminatoria al Campeonato sub-19 de la AFC 2012 fue la fase previa que disputaron las selecciones juveniles de Asia para definir a los clasificados a la fase final del torneo a disputarse en los Emiratos Árabes Unidos y que otorgaba 4 plazas para la Copa Mundial de Fútbol Sub-20 de 2013.
Los participantes fueron divididos en 7 grupos eliminatorios, donde los dos primeros lugares de cada grupo más el mejor tercer lugar participarían en la fase final del torneo junto al anfitrión Emiratos Árabes Unidos.

## Grupo A
| País           | J | G | E | P | GF | GC | GD  | Pts |
| -------------- | - | - | - | - | -- | -- | --- | --- |
| Irak           | 4 | 4 | 0 | 0 | 22 | 3  | +19 | 12  |
| Arabia Saudita | 4 | 3 | 0 | 1 | 21 | 3  | +18 | 9   |
| Omán           | 4 | 2 | 0 | 2 | 6  | 8  | -2  | 6   |
| Bangladés      | 4 | 1 | 0 | 3 | 3  | 11 | -8  | 3   |
| Maldivas       | 4 | 0 | 0 | 4 | 0  | 27 | -27 | 0   |

| 25 de octubre de 2011 | Omán | 0 - 4 | Arabia Saudita                                    | Bangabandhu National Stadium, Dhaka, Bangladés              |                                                             |
|                       |      | [http://www.the-afc.com/en/component/joomleague/?view=report&compID=421&matchId=4083 (enlace roto disponible en Internet Archive; véase el historial, la primera versión y la última). Reporte] | Al Shehri 43' 75' · Al Safari 64' · Al Bassas 90' | Asistencia: 300 espectadores Árbitro(s): Yadollah Jahanbazi | Asistencia: 300 espectadores Árbitro(s): Yadollah Jahanbazi |

| 25 de octubre de 2011 | Bangladés                      | 3 - 0 | Maldivas | Bangabandhu National Stadium, Dhaka, Bangladés         |                                                        |
|                       | Rana 11' 24' · Abdul Malek 70' | [http://www.the-afc.com/en/component/joomleague/?view=report&compID=421&matchId=4082 (enlace roto disponible en Internet Archive; véase el historial, la primera versión y la última). Reporte] |          | Asistencia: 1,300 espectadores Árbitro(s): Sgt Win Cho | Asistencia: 1,300 espectadores Árbitro(s): Sgt Win Cho |

| 27 de octubre de 2011 | Omán                                                         | 4 - 0 | Maldivas | Bangabandhu National Stadium, Dhaka, Bangladés        |                                                       |
|                       | Hajri 30' · Al Hamhami 41' (pen.) · Nasib 47' · Al Habsi 86' | [http://www.the-afc.com/en/component/joomleague/?view=report&compID=421&matchId=4078 (enlace roto disponible en Internet Archive; véase el historial, la primera versión y la última). Reporte] |          | Asistencia: 2,500 espectadores Árbitro(s): Ng Kai Lam | Asistencia: 2,500 espectadores Árbitro(s): Ng Kai Lam |

| 27 de octubre de 2011 | Irak                                                                             | 6 - 0 | Bangladés | Bangabandhu National Stadium, Dhaka, Bangladés            |                                                           |
|                       | Dhirgham 10' (pen.) · Qasim 22' · Kadhim 53' · Abdul-Raheem 72' · Fendi 85', 86' | [http://www.the-afc.com/en/component/joomleague/?view=report&compID=421&matchId=4079 (enlace roto disponible en Internet Archive; véase el historial, la primera versión y la última). Reporte] |           | Asistencia: 6,000 espectadores Árbitro(s): Suleiman Jaber | Asistencia: 6,000 espectadores Árbitro(s): Suleiman Jaber |

| 29 de octubre de 2011 | Maldivas | 0 - 9 | Irak                                                                                             | Bangabandhu National Stadium, Dhaka, Bangladés          |                                                         |
|                       |          | [http://www.the-afc.com/en/component/joomleague/?view=report&compID=421&matchId=4076 (enlace roto disponible en Internet Archive; véase el historial, la primera versión y la última). Reporte] | Meteab 4' 90+2' · Shwkan 7' · Abdul-Raheem 24' 57' · Fendi 33' · Dhirgham 66' 86' · Shiltagh 77' | Asistencia: 500 espectadores Árbitro(s): Jameel Mohamed | Asistencia: 500 espectadores Árbitro(s): Jameel Mohamed |

| 29 de octubre de 2011 | Arabia Saudita                                      | 4 - 0 | Bangladés | Bangabandhu National Stadium, Dhaka, Bangladés         |                                                        |
|                       | Al-Muwallad 13' 45+1' · Al-Shehri 32' · Mobarki 80' | [http://www.the-afc.com/en/component/joomleague/?view=report&compID=421&matchId=4075 (enlace roto disponible en Internet Archive; véase el historial, la primera versión y la última). Reporte] |           | Asistencia: 3,000 espectadores Árbitro(s): Sgt Win Cho | Asistencia: 3,000 espectadores Árbitro(s): Sgt Win Cho |

| 31 de octubre de 2011 | Maldivas | 0 - 11 | Arabia Saudita                                                                                                 | Bangabandhu National Stadium, Dhaka, Bangladés      |                                                     |
|                       |          | [http://www.the-afc.com/en/component/joomleague/?view=report&compID=421&matchId=4073 (enlace roto disponible en Internet Archive; véase el historial, la primera versión y la última). Reporte] | Al-Zubaidi 3' 28' · Mobarki 14' 21' · Al-Shehri 40' 56' 65' · Al-Olayan 58' 63' · Al-Muwallad 60' · Assiri 69' | Asistencia: 200 espectadores Árbitro(s): Ng Kai Lam | Asistencia: 200 espectadores Árbitro(s): Ng Kai Lam |

| 31 de octubre de 2011 | Irak                                        | 4 - 1 | Omán         | Bangabandhu National Stadium, Dhaka, Bangladés                |                                                               |
|                       | Shiltagh 12' · Qasim 17' 77' · Hantoosh 22' | [http://www.the-afc.com/en/component/joomleague/?view=report&compID=421&matchId=4072 (enlace roto disponible en Internet Archive; véase el historial, la primera versión y la última). Reporte] | Al Farsi 47' | Asistencia: 1,000 espectadores Árbitro(s): Yadollah Jahanbazi | Asistencia: 1,000 espectadores Árbitro(s): Yadollah Jahanbazi |

| 2 de noviembre de 2011 | Arabia Saudita                 | 2 - 3 | Irak                         | Bangabandhu National Stadium, Dhaka, Bangladés            |                                                           |
|                        | Al-Shehri 15' · Mohammed 45+1' | [http://www.the-afc.com/en/component/joomleague/?view=report&compID=421&matchId=4069 (enlace roto disponible en Internet Archive; véase el historial, la primera versión y la última). Reporte] | Shwkan 9' 71' · Dhirgham 38' | Asistencia: 1,500 espectadores Árbitro(s): Jameel Mohamed | Asistencia: 1,500 espectadores Árbitro(s): Jameel Mohamed |

| 2 de noviembre de 2011 | Omán                  | 1 - 0 | Bangladés | Bangabandhu National Stadium, Dhaka, Bangladés            |                                                           |
|                        | Al Hamhami 21' (pen.) | [http://www.the-afc.com/en/component/joomleague/?view=report&compID=421&matchId=4070 (enlace roto disponible en Internet Archive; véase el historial, la primera versión y la última). Reporte] |           | Asistencia: 2,000 espectadores Árbitro(s): Suleiman Jaber | Asistencia: 2,000 espectadores Árbitro(s): Suleiman Jaber |

## Grupo B
| País       | J | G | E | P | GF | GC | GD  | Pts |
| ---------- | - | - | - | - | -- | -- | --- | --- |
| Catar      | 5 | 3 | 1 | 1 | 9  | 3  | +6  | 10  |
| Kuwait     | 5 | 3 | 1 | 1 | 3  | 1  | +2  | 10  |
| Jordania   | 5 | 3 | 1 | 1 | 11 | 2  | +9  | 10  |
| Baréin     | 5 | 2 | 1 | 2 | 7  | 6  | +1  | 7   |
| Tayikistán | 5 | 2 | 0 | 3 | 10 | 11 | -1  | 6   |
| Bután      | 5 | 0 | 0 | 5 | 0  | 17 | -17 | 0   |

| 25 de octubre de 2011 | Tayikistán | 0 - 4 | Baréin                                     | Catar SC Stadium, Doha, Qatar                       |                                                     |
|                       |            | [http://www.the-afc.com/en/component/joomleague/?view=report&compID=421&matchId=4068 (enlace roto disponible en Internet Archive; véase el historial, la primera versión y la última). Reporte] | Suliman 45' · Jamal 51' 59' · Muthanna 66' | Asistencia: 50 espectadores Árbitro(s): Ali Sabbagh | Asistencia: 50 espectadores Árbitro(s): Ali Sabbagh |

| 25 de octubre de 2011 | Jordania | 0 - 1 | Kuwait       | Al-Wakrah Sports Club, Doha, Qatar                          |                                                             |
|                       |          | [http://www.the-afc.com/en/component/joomleague/?view=report&compID=421&matchId=4066 (enlace roto disponible en Internet Archive; véase el historial, la primera versión y la última). Reporte] | Al-Fahad 70' | Asistencia: 200 espectadores Árbitro(s): Çarymyrat Gurbanow | Asistencia: 200 espectadores Árbitro(s): Çarymyrat Gurbanow |

| 25 de octubre de 2011 | Catar                                          | 3 - 0 | Bután | Catar SC Stadium, Doha, Qatar                            |                                                          |
|                       | Al-Kuwari 63' · Al Khalaqi 73' · Al-Yazidi 84' | [http://www.the-afc.com/en/component/joomleague/?view=report&compID=421&matchId=4067 (enlace roto disponible en Internet Archive; véase el historial, la primera versión y la última). Reporte] |       | Asistencia: 200 espectadores Árbitro(s): Hedayat Mombeni | Asistencia: 200 espectadores Árbitro(s): Hedayat Mombeni |

| 27 de octubre de 2011 | Baréin | 0 - 0 | Kuwait | Catar SC Stadium, Doha, Qatar                            |                                                          |
|                       |        | [http://www.the-afc.com/en/component/joomleague/?view=report&compID=421&matchId=4065 (enlace roto disponible en Internet Archive; véase el historial, la primera versión y la última). Reporte] |        | Asistencia: 50 espectadores Árbitro(s): Ibrahim Al Hosni | Asistencia: 50 espectadores Árbitro(s): Ibrahim Al Hosni |

| 27 de octubre de 2011 | Tayikistán                                                       | 6 - 0 | Bután | Al-Wakrah Sports Club, Doha, Qatar                       |                                                          |
|                       | Sharipov 20' · Rakhmatov 73' · Saidov 81' 83' 85' · Khotam 90+3' | [http://www.the-afc.com/en/component/joomleague/?view=report&compID=421&matchId=4063 (enlace roto disponible en Internet Archive; véase el historial, la primera versión y la última). Reporte] |       | Asistencia: 150 espectadores Árbitro(s): Hedayat Mombeni | Asistencia: 150 espectadores Árbitro(s): Hedayat Mombeni |

| 27 de octubre de 2011 | Jordania | 0 - 0 | Catar | Catar SC Stadium, Doha, Qatar                               |                                                             |
|                       |          | [http://www.the-afc.com/en/component/joomleague/?view=report&compID=421&matchId=4064 (enlace roto disponible en Internet Archive; véase el historial, la primera versión y la última). Reporte] |       | Asistencia: 250 espectadores Árbitro(s): Vladislav Tseytlin | Asistencia: 250 espectadores Árbitro(s): Vladislav Tseytlin |

| 30 de octubre de 2011 | Kuwait         | 1 - 0 | Tayikistán | Al-Wakrah Sports Club, Doha, Catar                   |                                                      |
|                       | Al Qabandi 82' | [http://www.the-afc.com/en/component/joomleague/?view=report&compID=421&matchId=4062 (enlace roto disponible en Internet Archive; véase el historial, la primera versión y la última). Reporte] |            | Asistencia: 100 espectadores Árbitro(s): Ali Sabbagh | Asistencia: 100 espectadores Árbitro(s): Ali Sabbagh |

| 30 de octubre de 2011 | Bután | 0 - 4 | Jordania                                                 | Qatar SC Stadium, Doha, Qatar                            |                                                          |
|                       |       | [http://www.the-afc.com/en/component/joomleague/?view=report&compID=421&matchId=4061 (enlace roto disponible en Internet Archive; véase el historial, la primera versión y la última). Reporte] | Sariweh 9' · Al-Bashtawi 19' 61' · Samir Raja 54' (pen.) | Asistencia: 50 espectadores Árbitro(s): Ibrahim Al Hosni | Asistencia: 50 espectadores Árbitro(s): Ibrahim Al Hosni |

| 30 de octubre de 2011 | Baréin | 0 - 3 | Catar                           | Catar SC Stadium, Doha, Catar                               |                                                             |
|                       |        | [http://www.the-afc.com/en/component/joomleague/?view=report&compID=421&matchId=4060 (enlace roto disponible en Internet Archive; véase el historial, la primera versión y la última). Reporte] | Al-Yazidi 22' 40' · Barakat 87' | Asistencia: 250 espectadores Árbitro(s): Çarymyrat Gurbanow | Asistencia: 250 espectadores Árbitro(s): Çarymyrat Gurbanow |

| 1 de noviembre de 2011 | Catar         | 1 - 0 | Kuwait | Catar SC Stadium, Doha, Qatar                               |                                                             |
|                        | Al Khalaqi 7' | [http://www.the-afc.com/en/component/joomleague/?view=report&compID=421&matchId=4059 (enlace roto disponible en Internet Archive; véase el historial, la primera versión y la última). Reporte] |        | Asistencia: 200 espectadores Árbitro(s): Vladislav Tseytlin | Asistencia: 200 espectadores Árbitro(s): Vladislav Tseytlin |

| 1 de noviembre de 2011 | Jordania                             | 4 - 1 | Tayikistán    | Al-Wakrah Sports Club, Doha, Catar                       |                                                          |
|                        | Al-Bashtawi 6' 61' · Sariweh 19' 71' | [http://www.the-afc.com/en/component/joomleague/?view=report&compID=421&matchId=4057 (enlace roto disponible en Internet Archive; véase el historial, la primera versión y la última). Reporte] | Rakhmatov 65' | Asistencia: 150 espectadores Árbitro(s): Hedayat Mombeni | Asistencia: 150 espectadores Árbitro(s): Hedayat Mombeni |

| 1 de noviembre de 2011 | Bután | 0 - 3 | Baréin                                    | Catar SC Stadium, Doha, Catar                       |                                                     |
|                        |       | [http://www.the-afc.com/en/component/joomleague/?view=report&compID=421&matchId=4058 (enlace roto disponible en Internet Archive; véase el historial, la primera versión y la última). Reporte] | Jamal 29' · Salman 30' · Helal 45' (pen.) | Asistencia: 50 espectadores Árbitro(s): Ali Sabbagh | Asistencia: 50 espectadores Árbitro(s): Ali Sabbagh |

| 4 de noviembre de 2011 | Kuwait       | 1 - 0 | Bután | Catar SC Stadium, Doha, Catar                              |                                                            |
|                        | Al-Fahad 50' | [http://www.the-afc.com/en/component/joomleague/?view=report&compID=421&matchId=4056 (enlace roto disponible en Internet Archive; véase el historial, la primera versión y la última). Reporte] |       | Asistencia: 50 espectadores Árbitro(s): Çarymyrat Gurbanow | Asistencia: 50 espectadores Árbitro(s): Çarymyrat Gurbanow |

| 4 de noviembre de 2011 | Baréin | 0 - 3 | Jordania                               | Al-Wakrah Sports Club, Doha, Catar                          |                                                             |
|                        |        | [http://www.the-afc.com/en/component/joomleague/?view=report&compID=421&matchId=4054 (enlace roto disponible en Internet Archive; véase el historial, la primera versión y la última). Reporte] | Muath 23' · Sariweh 34' · Al-Emlah 61' | Asistencia: 150 espectadores Árbitro(s): Vladislav Tseytlin | Asistencia: 150 espectadores Árbitro(s): Vladislav Tseytlin |

| 4 de noviembre de 2011 | Tayikistán                     | 3 - 2 | Catar                            | Catar SC Stadium, Doha, Catar                             |                                                           |
|                        | Khotam 19' 49' · Rakhmatov 83' | [http://www.the-afc.com/en/component/joomleague/?view=report&compID=421&matchId=4055 (enlace roto disponible en Internet Archive; véase el historial, la primera versión y la última). Reporte] | Al-Kuwari 34' · Al Khalaqi 90+3' | Asistencia: 200 espectadores Árbitro(s): Ibrahim Al Hosni | Asistencia: 200 espectadores Árbitro(s): Ibrahim Al Hosni |

## Grupo C
| País         | J                  | G                  | E                  | P                  | GF                 | GC                 | GD                 | Pts                |
| ------------ | ------------------ | ------------------ | ------------------ | ------------------ | ------------------ | ------------------ | ------------------ | ------------------ |
| Irán         | 4                  | 4                  | 0                  | 0                  | 14                 | 0                  | +14                | 12                 |
| Uzbekistán   | 4                  | 3                  | 0                  | 1                  | 7                  | 4                  | +3                 | 9                  |
| India        | 4                  | 1                  | 0                  | 3                  | 5                  | 8                  | -3                 | 3                  |
| Turkmenistán | 4                  | 1                  | 0                  | 3                  | 4                  | 10                 | -6                 | 3                  |
| Pakistán     | 4                  | 1                  | 0                  | 3                  | 3                  | 11                 | -8                 | 3                  |
| Afganistán   | Abandonó el torneo | Abandonó el torneo | Abandonó el torneo | Abandonó el torneo | Abandonó el torneo | Abandonó el torneo | Abandonó el torneo | Abandonó el torneo |

| 31 de octubre de 2011 | Pakistán | 0 - 3 | Uzbekistán              | Takhti Stadium, Teherán, Irán                            |                                                          |
|                       |          | [http://www.the-afc.com/en/component/joomleague/?view=report&compID=421&matchId=4053 (enlace roto disponible en Internet Archive; véase el historial, la primera versión y la última). Reporte] | Makhstaliev 22' 25' 34' | Asistencia: 100 espectadores Árbitro(s): Mohammed Hassan | Asistencia: 100 espectadores Árbitro(s): Mohammed Hassan |

| 31 de octubre de 2011 | India                                     | 3 - 1 | Turkmenistán | Takhti Stadium, Teherán, Irán                                    |                                                                  |
|                       | Fernandes 39' · Malsawmfela 60' · Das 82' | [http://www.the-afc.com/en/component/joomleague/?view=report&compID=421&matchId=4052 (enlace roto disponible en Internet Archive; véase el historial, la primera versión y la última). Reporte] | Myradov 58'  | Asistencia: 25 espectadores Árbitro(s): Ali Sabah Adday Al-Qaysi | Asistencia: 25 espectadores Árbitro(s): Ali Sabah Adday Al-Qaysi |

| 2 de noviembre de 2011 | Pakistán   | 1 - 2 | Turkmenistán                      | Takhti Stadium, Teherán, Irán                             |                                                           |
|                        | Naveed 24' | [http://www.the-afc.com/en/component/joomleague/?view=report&compID=421&matchId=4048 (enlace roto disponible en Internet Archive; véase el historial, la primera versión y la última). Reporte] | Durdiyev 60' (pen.) · Saparov 69' | Asistencia: 25 espectadores Árbitro(s): Mohammad Abu Loum | Asistencia: 25 espectadores Árbitro(s): Mohammad Abu Loum |

| 2 de noviembre de 2011 | Irán                                   | 3 - 0 | India | Takhti Stadium, Teherán, Irán                              |                                                            |
|                        | Abdollahzadeh 8' · Jahanbakhsh 67' 81' | [http://www.the-afc.com/en/component/joomleague/?view=report&compID=421&matchId=4049 (enlace roto disponible en Internet Archive; véase el historial, la primera versión y la última). Reporte] |       | Asistencia: 50 espectadores Árbitro(s): Dmitriy Mashentsev | Asistencia: 50 espectadores Árbitro(s): Dmitriy Mashentsev |

| 4 de noviembre de 2011 | Uzbekistán    | 2 - 1 | India      | Takhti Stadium, Teherán, Irán                       |                                                     |
|                        | Kozak 32' 88' | [http://www.the-afc.com/en/component/joomleague/?view=report&compID=421&matchId=4045 (enlace roto disponible en Internet Archive; véase el historial, la primera versión y la última). Reporte] | Halder 60' | Asistencia: 100 espectadores Árbitro(s): Ali Shaban | Asistencia: 100 espectadores Árbitro(s): Ali Shaban |

| 4 de noviembre de 2011 | Turkmanistán | 0 - 4 | Irán                                              | Takhti Stadium, Teherán, Irán                            |                                                          |
|                        |              | [http://www.the-afc.com/en/component/joomleague/?view=report&compID=421&matchId=4046 (enlace roto disponible en Internet Archive; véase el historial, la primera versión y la última). Reporte] | Jahanbakhsh 25' · Jahankohan 61' · Azmoun 74' 81' | Asistencia: 100 espectadores Árbitro(s): Mohammed Hassan | Asistencia: 100 espectadores Árbitro(s): Mohammed Hassan |

| 6 de noviembre de 2011 | Turkmenitán | 1 - 2 | Uzbekistán                        | Takhti Stadium, Teherán, Irán                              |                                                            |
|                        | Myradov 40' | [http://www.the-afc.com/en/component/joomleague/?view=report&compID=421&matchId=4043 (enlace roto disponible en Internet Archive; véase el historial, la primera versión y la última). Reporte] | Makhstaliev 48' · Abdumuminov 81' | Asistencia: 20 espectadores Árbitro(s): Dmitriy Mashentsev | Asistencia: 20 espectadores Árbitro(s): Dmitriy Mashentsev |

| 6 de noviembre de 2011 | Irán                                                              | 5 - 0 | Pakistán | Takhti Stadium, Teherán, Irán                                     |                                                                   |
|                        | Eskandari 3' · Jahanbakhsh 14' (pen.) 59' · Barzay 19' · Zare 88' | [http://www.the-afc.com/en/component/joomleague/?view=report&compID=421&matchId=4042 (enlace roto disponible en Internet Archive; véase el historial, la primera versión y la última). Reporte] |          | Asistencia: 100 espectadores Árbitro(s): Ali Sabah Adday Al-Qaysi | Asistencia: 100 espectadores Árbitro(s): Ali Sabah Adday Al-Qaysi |

| 8 de noviembre de 2011 | Pakistán       | 2 - 1 | India     | Takhti Stadium, Teherán, Irán                             |                                                           |
|                        | Rehman 32' 43' | [«Copia archivada». Archivado desde el original el 5 de enero de 2013. Consultado el 25 de diciembre de 2012. Reporte] | Singh 55' | Asistencia: 25 espectadores Árbitro(s): Mohammad Abu Loum | Asistencia: 25 espectadores Árbitro(s): Mohammad Abu Loum |

| 8 de noviembre de 2011 | Uzbekistán | 0 - 2 | Irán                           | Takhti Stadium, Teherán, Irán                       |                                                     |
|                        |            | [http://www.the-afc.com/en/component/joomleague/?view=report&compID=421&matchId=4039 (enlace roto disponible en Internet Archive; véase el historial, la primera versión y la última). Reporte] | Abdollahzadeh 24' · Azmoun 57' | Asistencia: 100 espectadores Árbitro(s): Ali Shaban | Asistencia: 100 espectadores Árbitro(s): Ali Shaban |

## Grupo D
| País      | J | G | E | P | GF | GC | GD  | Pts |
| --------- | - | - | - | - | -- | -- | --- | --- |
| Siria     | 4 | 4 | 0 | 0 | 10 | 0  | +10 | 12  |
| UAE       | 4 | 3 | 0 | 1 | 5  | 2  | +3  | 9   |
| Líbano    | 4 | 2 | 0 | 2 | 3  | 8  | -5  | 6   |
| Yemen     | 4 | 1 | 0 | 3 | 4  | 7  | -3  | 3   |
| Palestina | 4 | 0 | 0 | 4 | 1  | 6  | -5  | 0   |

| 27 de octubre de 2011 | Yemen | 0 - 1 | Siria       | Fujairah Club Stadium, Fujairah, EAU                      |                                                           |
|                       |       | [http://www.the-afc.com/en/component/joomleague/?view=report&compID=421&matchId=4038 (enlace roto disponible en Internet Archive; véase el historial, la primera versión y la última). Reporte] | Kharbin 75' | Asistencia: 700 espectadores Árbitro(s): Naser Al Ghafary | Asistencia: 700 espectadores Árbitro(s): Naser Al Ghafary |

| 27 de octubre de 2011 | Líbano    | 1 - 0 | Palestina | Fujairah Club Stadium, Fujairah, EAU                            |                                                                 |
|                       | Saleh 34' | [http://www.the-afc.com/en/component/joomleague/?view=report&compID=421&matchId=4037 (enlace roto disponible en Internet Archive; véase el historial, la primera versión y la última). Reporte] |           | Asistencia: 1,000 espectadores Árbitro(s): Salah Abbas Alabbasi | Asistencia: 1,000 espectadores Árbitro(s): Salah Abbas Alabbasi |

| 29 de octubre de 2011 | Palestina | 0 - 1 | UAE          | Fujairah Club Stadium, Fujairah, EAU                           |                                                                |
|                       |           | [http://www.the-afc.com/en/component/joomleague/?view=report&compID=421&matchId=4036 (enlace roto disponible en Internet Archive; véase el historial, la primera versión y la última). Reporte] | Gharib 90+6' | Asistencia: 2,015 espectadores Árbitro(s): Akbar Bakhshi Zadeh | Asistencia: 2,015 espectadores Árbitro(s): Akbar Bakhshi Zadeh |

| 29 de octubre de 2011 | Líbano                    | 2 - 1 | Yemen        | Fujairah Club Stadium, Fujairah, EAU                       |                                                            |
|                       | Mahmoud 41' · Mohamad 76' | [http://www.the-afc.com/en/component/joomleague/?view=report&compID=421&matchId=4035 (enlace roto disponible en Internet Archive; véase el historial, la primera versión y la última). Reporte] | Mohammed 32' | Asistencia: 500 espectadores Árbitro(s): Yousef Al-Marzouq | Asistencia: 500 espectadores Árbitro(s): Yousef Al-Marzouq |

| 31 de octubre de 2011 | UAE            | 1 - 0 | Líbano | Fujairah Club Stadium, Fujairah, EAU                      |                                                           |
|                       | Al Hammadi 29' | [http://www.the-afc.com/en/component/joomleague/?view=report&compID=421&matchId=4034 (enlace roto disponible en Internet Archive; véase el historial, la primera versión y la última). Reporte] |        | Asistencia: 3,451 espectadores Árbitro(s): Marai Al Awaji | Asistencia: 3,451 espectadores Árbitro(s): Marai Al Awaji |

| 31 de octubre de 2011 | Siria                   | 2 - 0 | Palestina | Fujairah Club Stadium, Fujairah, EAU                          |                                                               |
|                       | Salem 18' · Mobayed 40' | [http://www.the-afc.com/en/component/joomleague/?view=report&compID=421&matchId=4033 (enlace roto disponible en Internet Archive; véase el historial, la primera versión y la última). Reporte] |           | Asistencia: 735 espectadores Árbitro(s): Salah Abbas Alabbasi | Asistencia: 735 espectadores Árbitro(s): Salah Abbas Alabbasi |

| 2 de noviembre de 2011 | Siria                                                                   | 6 - 0 | Líbano | Fujairah Club Stadium, Fujairah, EAU                       |                                                            |
|                        | Maowas 39' · Salem 57' 59' · Mobayed 77' · AL Jwayed 88' · Hafean 90+3' | [http://www.the-afc.com/en/component/joomleague/?view=report&compID=421&matchId=4032 (enlace roto disponible en Internet Archive; véase el historial, la primera versión y la última). Reporte] |        | Asistencia: 657 espectadores Árbitro(s): Yousef Al-Marzouq | Asistencia: 657 espectadores Árbitro(s): Yousef Al-Marzouq |

| 2 de noviembre de 2011 | Yemen                | 1 - 3 | UAE                                                      | Fujairah Club Stadium, Fujairah, EAU                      |                                                           |
|                        | Al-Worafi 64' (pen.) | [http://www.the-afc.com/en/component/joomleague/?view=report&compID=421&matchId=4031 (enlace roto disponible en Internet Archive; véase el historial, la primera versión y la última). Reporte] | Al Mazrouei 23' · Abdulrahman 71' · Al Khoory 82' (pen.) | Asistencia: 3,870 espectadores Árbitro(s): Marai Al Awaji | Asistencia: 3,870 espectadores Árbitro(s): Marai Al Awaji |

| 4 de noviembre de 2011 | Palestina          | 1 - 2 | Yemen                     | Fujairah Club Stadium, Fujairah, EAU                      |                                                           |
|                        | Maraaba 14' (pen.) | [http://www.the-afc.com/en/component/joomleague/?view=report&compID=421&matchId=4030 (enlace roto disponible en Internet Archive; véase el historial, la primera versión y la última). Reporte] | Ahmed 68' · Al-Matari 83' | Asistencia: 513 espectadores Árbitro(s): Naser Al Ghafary | Asistencia: 513 espectadores Árbitro(s): Naser Al Ghafary |

| 4 de noviembre de 2011 | UAE | 0 - 1 | Siria                | Fujairah Club Stadium, Fujairah, EAU                           |                                                                |
|                        |     | [http://www.the-afc.com/en/component/joomleague/?view=report&compID=421&matchId=4029 (enlace roto disponible en Internet Archive; véase el historial, la primera versión y la última). Reporte] | Al-Jwayed 65' (pen.) | Asistencia: 5,122 espectadores Árbitro(s): Akbar Bakhshi Zadeh | Asistencia: 5,122 espectadores Árbitro(s): Akbar Bakhshi Zadeh |

## Grupo E
| País          | J                  | G                  | E                  | P                  | GF                 | GC                 | GD                 | Pts                |
| ------------- | ------------------ | ------------------ | ------------------ | ------------------ | ------------------ | ------------------ | ------------------ | ------------------ |
| Tailandia     | 4                  | 3                  | 1                  | 0                  | 15                 | 0                  | +15                | 10                 |
| Corea del Sur | 4                  | 3                  | 0                  | 1                  | 25                 | 1                  | +24                | 9                  |
| Japón         | 4                  | 2                  | 1                  | 1                  | 31                 | 1                  | +30                | 7                  |
| China Taipéi  | 4                  | 1                  | 0                  | 3                  | 11                 | 12                 | -1                 | 3                  |
| Guam          | 4                  | 0                  | 0                  | 4                  | 0                  | 68                 | -68                | 0                  |
| Hong Kong     | Abandonó el torneo | Abandonó el torneo | Abandonó el torneo | Abandonó el torneo | Abandonó el torneo | Abandonó el torneo | Abandonó el torneo | Abandonó el torneo |

| 31 de octubre de 2011 | Tailandia     | 1 - 0 | Corea del Sur | Thephasadin Stadium, Bangkok, Tailandia                       |                                                               |
|                       | Thitiphan 57' | [http://www.the-afc.com/en/component/joomleague/?view=report&compID=421&matchId=4028 (enlace roto disponible en Internet Archive; véase el historial, la primera versión y la última). Reporte] |               | Asistencia: 2,000 espectadores Árbitro(s): Tayeb Shamsuzzaman | Asistencia: 2,000 espectadores Árbitro(s): Tayeb Shamsuzzaman |

| 31 de octubre de 2011 | Japón | 26 - 0 | Guam | Thai-Japanese Stadium, Bangkok, Tailandia                 |                                                           |
|                       | Kubo 2' 11' 34' 36' 45' 62' 72' 85' · Kondo 12' · Endo 22' 25' 38' · Notsuda 28' 87' 90+2' (pen.) · Harakawa 30' 40' · Kumagai 44' · R. Sugimoto 50' · Minami 53' 63' 69' 71' 73' 90' | [http://www.the-afc.com/en/component/joomleague/?view=report&compID=421&matchId=4026 (enlace roto disponible en Internet Archive; véase el historial, la primera versión y la última). Reporte] |      | Asistencia: 200 espectadores Árbitro(s): Banjar Al-Dosari | Asistencia: 200 espectadores Árbitro(s): Banjar Al-Dosari |

| 2 de noviembre de 2011 | Corea del Sur | 18 - 0 | Guam | Thephasadin Stadium, Bangkok, Tailandia                    |                                                            |
|                        | Kim Hyun 9' 11' · Seong Bong-Jae 16' 20' 40' 50' 70' 84' · Do Dong-Hyun 24' 37' 66' · Kang Sang-Woo 57' 59' · Kim Seung-Jun 63' 83' · Choi Jeong-Yong 73' 78' · Kim Young-Chan 88' | [http://www.the-afc.com/en/component/joomleague/?view=report&compID=421&matchId=4025 (enlace roto disponible en Internet Archive; véase el historial, la primera versión y la última). Reporte] |      | Asistencia: 400 espectadores Árbitro(s): Yaqoob Abdul Baki | Asistencia: 400 espectadores Árbitro(s): Yaqoob Abdul Baki |

| 2 de noviembre de 2011 | Tailandia  | 1 - 0 | China Taipéi | Thephasadin Stadium, Bangkok, Tailandia                |                                                        |
|                        | Pakorn 80' | [http://www.the-afc.com/en/component/joomleague/?view=report&compID=421&matchId=4023 (enlace roto disponible en Internet Archive; véase el historial, la primera versión y la última). Reporte] |              | Asistencia: 2,000 espectadores Árbitro(s): Võ Minh Trí | Asistencia: 2,000 espectadores Árbitro(s): Võ Minh Trí |

| 5 de noviembre de 2011 | Guam | 0 - 13 | Tailandia | Thephasadin Stadium, Bangkok, Tailandia                         |                                                                 |
|                        |      | [http://www.the-afc.com/en/component/joomleague/?view=report&compID=421&matchId=4022 (enlace roto disponible en Internet Archive; véase el historial, la primera versión y la última). Reporte] | Pinyo 13' · Pakorn 15' 23' 60' 80' · Kasidech 21' 27' · Suban 45+1' 67' · Jaturong 50' 55' 74' · Chanathip 79' | Asistencia: 1,000 espectadores Árbitro(s): Mohammed Al-Rshaidat | Asistencia: 1,000 espectadores Árbitro(s): Mohammed Al-Rshaidat |

| 5 de noviembre de 2011 | China Taipéi | 0 - 5 | Japón                                                                    | Thephasadin Stadium, Bangkok, Tailandia               |                                                       |
|                        |              | [http://www.the-afc.com/en/component/joomleague/?view=report&compID=421&matchId=4021 (enlace roto disponible en Internet Archive; véase el historial, la primera versión y la última). Reporte] | Kubo 13' (pen.) · Harakawa 23' · Sugimoto 27' · Iwanami 57' · Minami 64' | Asistencia: 600 espectadores Árbitro(s): Pratap Singh | Asistencia: 600 espectadores Árbitro(s): Pratap Singh |

| 7 de noviembre de 2011 | China Taipéi | 0 - 6 | Corea del Sur                                                         | Thephasadin Stadium, Bangkok, Tailandia                     |                                                             |
|                        |              | [http://www.the-afc.com/en/component/joomleague/?view=report&compID=421&matchId=4018 (enlace roto disponible en Internet Archive; véase el historial, la primera versión y la última). Reporte] | Seong Bong-Jae 2' 51' · Moon Chang-Jin 5' 56' · Heo Yong-Joon 50' 87' | Asistencia: 400 espectadores Árbitro(s): Tayeb Shamsuzzaman | Asistencia: 400 espectadores Árbitro(s): Tayeb Shamsuzzaman |

| 7 de noviembre de 2011 | Japón | 0 - 0 | Tailandia | Thephasadin Stadium, Bangkok, Tailandia                     |                                                             |
|                        |       | [http://www.the-afc.com/en/component/joomleague/?view=report&compID=421&matchId=4017 (enlace roto disponible en Internet Archive; véase el historial, la primera versión y la última). Reporte] |           | Asistencia: 3,000 espectadores Árbitro(s): Banjar Al-Dosari | Asistencia: 3,000 espectadores Árbitro(s): Banjar Al-Dosari |

| 10 de noviembre de 2011 | Guam | 0 - 11 | China Taipéi | Thephasadin Stadium, Bangkok, Tailandia               |                                                       |
|                         |      | [http://www.the-afc.com/en/component/joomleague/?view=report&compID=421&matchId=4016 (enlace roto disponible en Internet Archive; véase el historial, la primera versión y la última). Reporte] | Wen Chih-Hao 2' 15' 25' 42' · Ko Yu-Ting 23' · Lin Chien-Hsun 27' 38' 49' 88' · Hsu Heng-Pin 32' · Lee Chun-Chia 80' | Asistencia: 200 espectadores Árbitro(s): Pratap Singh | Asistencia: 200 espectadores Árbitro(s): Pratap Singh |

| 10 de noviembre de 2011 | Corea del Sur      | 1 - 0 | Japón | Thephasadin Stadium, Bangkok, Tailandia              |                                                      |
|                         | Moon Chang-Jin 80' | [http://www.the-afc.com/en/component/joomleague/?view=report&compID=421&matchId=4014 (enlace roto disponible en Internet Archive; véase el historial, la primera versión y la última). Reporte] |       | Asistencia: 500 espectadores Árbitro(s): Võ Minh Trí | Asistencia: 500 espectadores Árbitro(s): Võ Minh Trí |

## Grupo F
| País            | J | G | E | P | GF | GC | GD | Pts |
| --------------- | - | - | - | - | -- | -- | -- | --- |
| Corea del Norte | 4 | 3 | 1 | 0 | 10 | 3  | +7 | 10  |
| Vietnam         | 4 | 1 | 3 | 0 | 8  | 4  | +4 | 6   |
| Malasia         | 4 | 1 | 2 | 1 | 5  | 5  | 0  | 5   |
| Birmania        | 4 | 0 | 3 | 1 | 4  | 6  | -2 | 3   |
| Laos            | 4 | 0 | 1 | 3 | 3  | 12 | -9 | 1   |

| 31 de octubre de 2011 | Malasia | 0 - 0 | Vietnam | Thong Nhat Stadium, Ho Chi Minh City, Vietnam         |                                                       |
|                       |         | [«Copia archivada». Archivado desde el original el 4 de febrero de 2013. Consultado el 4 de febrero de 2013. Reporte] |         | Asistencia: 400 espectadores Árbitro(s): Kim Sang-Woo | Asistencia: 400 espectadores Árbitro(s): Kim Sang-Woo |

| 31 de octubre de 2011 | Laos                            | 2 - 2 | Birmania           | Thong Nhat Stadium, Ho Chi Minh City, Vietnam       |                                                     |
|                       | Khochalern 10' · Sitthideth 52' | [http://www.the-afc.com/en/component/joomleague/?view=report&compID=421&matchId=4012 (enlace roto disponible en Internet Archive; véase el historial, la primera versión y la última). Reporte] | Ye Ko Oo 78' 90+3' | Asistencia: 200 espectadores Árbitro(s): Ryuji Sato | Asistencia: 200 espectadores Árbitro(s): Ryuji Sato |

| 2 de noviembre de 2011 | Myanmar | 0 - 2 | Corea del Norte                           | Thong Nhat Stadium, Ho Chi Minh City, Vietnam          |                                                        |
|                        |         | [http://www.the-afc.com/en/component/joomleague/?view=report&compID=421&matchId=4011 (enlace roto disponible en Internet Archive; véase el historial, la primera versión y la última). Reporte] | Ju Jong-Chol 57' · Ye Win Aung 77' (a.g.) | Asistencia: 200 espectadores Árbitro(s): Gamini Robesh | Asistencia: 200 espectadores Árbitro(s): Gamini Robesh |

| 2 de noviembre de 2011 | Laos         | 1 - 4 | Malasia                                                 | Thong Nhat Stadium, Ho Chi Minh City, Vietnam          |                                                        |
|                        | Syphasay 18' | [«Copia archivada». Archivado desde el original el 3 de febrero de 2013. Consultado el 3 de febrero de 2013. Reporte] | Akmal 30' 55' · Nazirul 77' (pen.) · Shahrul 79' (pen.) | Asistencia: 200 espectadores Árbitro(s): Rustam Kholov | Asistencia: 200 espectadores Árbitro(s): Rustam Kholov |

| 4 de noviembre de 2011 | Corea del Norte                | 2 - 0 | Laos | Thong Nhat Stadium, Ho Chi Minh City, Vietnam           |                                                         |
|                        | Jo Kwang 5' · Jang Ok-Chol 10' | [http://www.the-afc.com/en/component/joomleague/?view=report&compID=421&matchId=4009 (enlace roto disponible en Internet Archive; véase el historial, la primera versión y la última). Reporte] |      | Asistencia: 200 espectadores Árbitro(s): Chaiya Mahapab | Asistencia: 200 espectadores Árbitro(s): Chaiya Mahapab |

| 4 de noviembre de 2011 | Vietnam                                | 2 - 2 | Birmania                | Thong Nhat Stadium, Ho Chi Minh City, Vietnam          |                                                        |
|                        | Nguyễn Thanh Hiển 4' (pen.) 83' (pen.) | [http://www.the-afc.com/en/component/joomleague/?view=report&compID=421&matchId=4008 (enlace roto disponible en Internet Archive; véase el historial, la primera versión y la última). Reporte] | Oo 8' (pen.) 20' (pen.) | Asistencia: 200 espectadores Árbitro(s): Rustam Kholov | Asistencia: 200 espectadores Árbitro(s): Rustam Kholov |

| 6 de noviembre de 2011 | Malasia               | 1 - 4 | Corea del Norte                             | Thong Nhat Stadium, Ho Chi Minh City, Vietnam         |                                                       |
|                        | Kamaruddin 24' (pen.) | [«Copia archivada». Archivado desde el original el 3 de febrero de 2013. Consultado el 3 de febrero de 2013. Reporte] | Pak Song-Il 17' 83' 88' · Kang Nam-Gwon 58' | Asistencia: 200 espectadores Árbitro(s): Kim Sang-Woo | Asistencia: 200 espectadores Árbitro(s): Kim Sang-Woo |

| 6 de noviembre de 2011 | Vietnam                                                                            | 4 - 0 | Laos | Thong Nhat Stadium, Ho Chi Minh City, Vietnam          |                                                        |
|                        | Nguyễn Thanh Hiển 38' (pen.) · Nguyễn Xuân Nam 43' 90+1' (pen.) · Đỗ Hùng Dũng 64' | [http://www.the-afc.com/en/component/joomleague/?view=report&compID=421&matchId=4007 (enlace roto disponible en Internet Archive; véase el historial, la primera versión y la última). Reporte] |      | Asistencia: 300 espectadores Árbitro(s): Gamini Robesh | Asistencia: 300 espectadores Árbitro(s): Gamini Robesh |

| 8 de noviembre de 2011 | Myanmar | 0 - 0 | Malasia | Thong Nhat Stadium, Ho Chi Minh City, Vietnam           |                                                         |
|                        |         | [«Copia archivada». Archivado desde el original el 4 de enero de 2013. Consultado el 4 de enero de 2013. Reporte] |         | Asistencia: 200 espectadores Árbitro(s): Chaiya Mahapab | Asistencia: 200 espectadores Árbitro(s): Chaiya Mahapab |

| 8 de noviembre de 2011 | Corea del Norte                        | 2 - 2 | Vietnam                             | Thong Nhat Stadium, Ho Chi Minh City, Vietnam       |                                                     |
|                        | So Jong-Hyok 31' · Kwon Chung-Hyok 59' | [http://www.the-afc.com/en/component/joomleague/?view=report&compID=421&matchId=4004 (enlace roto disponible en Internet Archive; véase el historial, la primera versión y la última). Reporte] | Hồ Sỹ Sâm 36' · Phan Đình Thắng 52' | Asistencia: 400 espectadores Árbitro(s): Ryuji Sato | Asistencia: 400 espectadores Árbitro(s): Ryuji Sato |

## Grupo G
| País      | J | G | E | P | GF | GC | GD  | Pts |
| --------- | - | - | - | - | -- | -- | --- | --- |
| Australia | 4 | 4 | 0 | 0 | 20 | 1  | +19 | 12  |
| China     | 4 | 2 | 1 | 1 | 16 | 3  | +13 | 7   |
| Indonesia | 4 | 2 | 1 | 1 | 7  | 4  | +3  | 7   |
| Singapur  | 4 | 0 | 1 | 3 | 0  | 15 | -15 | 1   |
| Macao     | 4 | 0 | 1 | 3 | 0  | 20 | -20 | 1   |

| 31 de octubre de 2011 | Indonesia | 0 - 0 | China | MBPJ Stadium, Petaling Jaya, Indonesia                 |                                                        |
|                       |           | [http://www.the-afc.com/en/component/joomleague/?view=report&compID=421&matchId=4003 (enlace roto disponible en Internet Archive; véase el historial, la primera versión y la última). Reporte] |       | Asistencia: 25 espectadores Árbitro(s): Mohd bin Wahab | Asistencia: 25 espectadores Árbitro(s): Mohd bin Wahab |

| 31 de octubre de 2011 | Macao | 0 - 0 | Singapur | MBPJ Stadium, Petaling Jaya, Indonesia                  |                                                         |
|                       |       | [http://www.the-afc.com/en/component/joomleague/?view=report&compID=421&matchId=4002 (enlace roto disponible en Internet Archive; véase el historial, la primera versión y la última). Reporte] |          | Asistencia: 40 espectadores Árbitro(s): Timur Faizullin | Asistencia: 40 espectadores Árbitro(s): Timur Faizullin |

| 2 de noviembre de 2011 | Singapur | 0 - 1 | Australia | MBPJ Stadium, Petaling Jaya, Indonesia                |                                                       |
|                        |          | [http://www.the-afc.com/en/component/joomleague/?view=report&compID=421&matchId=4001 (enlace roto disponible en Internet Archive; véase el historial, la primera versión y la última). Reporte] | Caira 51' | Asistencia: 60 espectadores Árbitro(s): Apisit Aonrak | Asistencia: 60 espectadores Árbitro(s): Apisit Aonrak |

| 2 de noviembre de 2011 | Macao | 0 - 3 | Indonesia                        | MBPJ Stadium, Petaling Jaya, Indonesia               |                                                      |
|                        |       | [http://www.the-afc.com/en/component/joomleague/?view=report&compID=421&matchId=4000 (enlace roto disponible en Internet Archive; véase el historial, la primera versión y la última). Reporte] | Setiawan 47' · Lestaluhu 63' 78' | Asistencia: 20 espectadores Árbitro(s): Jin Ko-Hyung | Asistencia: 20 espectadores Árbitro(s): Jin Ko-Hyung |

| 4 de noviembre de 2011 | Australia | 12 - 0 | Macao | MBPJ Stadium, Petaling Jaya, Indonesia               |                                                      |
|                        | Donachie 5' · Proia 9' (pen.) 31' 53' 69' · Makarounas 14' (pen.) 36' · Retre 34' · Brown 45+1' · Taggart 60' 90' · Geria 66' | [http://www.the-afc.com/en/component/joomleague/?view=report&compID=421&matchId=3999 (enlace roto disponible en Internet Archive; véase el historial, la primera versión y la última). Reporte] |       | Asistencia: 25 espectadores Árbitro(s): Yu Ming-hsun | Asistencia: 25 espectadores Árbitro(s): Yu Ming-hsun |

| 4 de noviembre de 2011 | China | 11 - 0 | Singapur | MBPJ Stadium, Petaling Jaya, Indonesia                 |                                                        |
|                        | Wang Shangyuan 8' 75' · Wu Xinghan 23' 33' 45+1' (pen.) 49' · Chen Zhongliu 39' · Liu Binbin 50' · Chen Hao 57' · Qi Tianyu 65' (pen.) · Zhuang Jiajie 71' | [http://www.the-afc.com/en/component/joomleague/?view=report&compID=421&matchId=3998 (enlace roto disponible en Internet Archive; véase el historial, la primera versión y la última). Reporte] |          | Asistencia: 30 espectadores Árbitro(s): Mohd bin Wahab | Asistencia: 30 espectadores Árbitro(s): Mohd bin Wahab |

| 6 de noviembre de 2011 | China                                                                            | 5 - 0 | Macao | MBPJ Stadium, Petaling Jaya, Indonesia                |                                                       |
|                        | Wang Shangyuan 8' 31' (pen.) · Chen Zhongliu 11' · Lin Chuangyi 60' · Jin Bo 70' | [http://www.the-afc.com/en/component/joomleague/?view=report&compID=421&matchId=3997 (enlace roto disponible en Internet Archive; véase el historial, la primera versión y la última). Reporte] |       | Asistencia: 30 espectadores Árbitro(s): Apisit Aonrak | Asistencia: 30 espectadores Árbitro(s): Apisit Aonrak |

| 6 de noviembre de 2011 | Indonesia            | 1 - 4 | Australia | MBPJ Stadium, Petaling Jaya, Indonesia                  |                                                         |
|                        | Lastaluhu 76' (pen.) | [http://www.the-afc.com/en/component/joomleague/?view=report&compID=421&matchId=3996 (enlace roto disponible en Internet Archive; véase el historial, la primera versión y la última). Reporte] |           | Asistencia: 40 espectadores Árbitro(s): Timur Faizullin | Asistencia: 40 espectadores Árbitro(s): Timur Faizullin |

| 8 de noviembre de 2011 | Singapur | 0 - 3 | Indonesia                                  | MBPJ Stadium, Petaling Jaya, Indonesia               |                                                      |
|                        |          | [http://www.the-afc.com/en/component/joomleague/?view=report&compID=421&matchId=3995 (enlace roto disponible en Internet Archive; véase el historial, la primera versión y la última). Reporte] | Setiawan 10' · Nugroho 41' · Lestaluhu 51' | Asistencia: 20 espectadores Árbitro(s): Yu Ming-hsun | Asistencia: 20 espectadores Árbitro(s): Yu Ming-hsun |

| 8 de noviembre de 2011 | Australia                                | 3 - 0   | China | MBPJ Stadium, Petaling Jaya, Indonesia               |                                                      |
|                        | Maclaren 39' · Taggart 50' · Wooding 63' | Reporte |       | Asistencia: 20 espectadores Árbitro(s): Jin Ko-Hyung | Asistencia: 20 espectadores Árbitro(s): Jin Ko-Hyung |

## Clasificados al Campeonato sub-19 de la AFC
| - Australia - China - Irán - Irak | - Japón - Jordania - Kuwait - Corea del Norte | - Catar - Arabia Saudita - Corea del Sur - Siria | - Tailandia - UAE - Uzbekistán - Vietnam |